# أهلي الترشيزي
أهلي الترشيزي (ت. 934 هـ) هو شاعر فارسي.
هو يوسف بن محمد بن شهاب الترشيزي الخراساني التوراني، المشتهر بأهلي. كان من أهل ترشيز - من أعمال خراسان - ثم سكن في تبريز. مدح السلطان شاه رخ التيموري ، و عاصر السلطان حسين ميرزا بايقرا ، و الأمير علي شير النوائي بهراة. توفي في تبريز سنة 934 هـ، وقيل سنة 936 هـ.
من آثاره: منظومة «تحفة السلطان في مناقب النعمان» و منظومة «ساقي نامه» و «فوائد نصيرية» و «كلمه جامد» وله ديوان شعر يحتوي على أربعة أقسام وهي: «همايون» و «لساني» و «شاهي» و «كاتبي».